# Pedro Lascuráin Paredes
Pedro José Domingo de la Calzada Manuel María Lascuráin Paredes (ur. 8 maja 1856, zm. 21 lipca 1952) – meksykański polityk, prezydent kraju (19 lutego 1913) i najkrócej urzędujący prezydent w historii świata.
19 lutego 1913 prezydent Francisco I Madero został obalony przez generała Victoriano Huertę. Aby nadać puczowi pozory legalności Huerta usunął ze stanowisk wiceprezydenta José María Pino Suáreza i prokuratora generalnego. W tej sytuacji prezydentura przeszła na ministra spraw zagranicznych, którym był Lascuráin. Lascuráin mianował Huertę ministrem spraw wewnętrznych, pierwszym w jego linii sukcesji, a następnie zrezygnował. Według źródeł jego prezydentura trwała od 15 do 55 minut. Huerta, już jako prezydent, zaproponował Lascuráinowi stanowisko w rządzie, ale ten odmówił, powracając do praktyki prawniczej.